# Kanaküla
Kanaküla est un village de la commune de Saarde du comté de Pärnu en Estonie.
Au 31 décembre 2011, il compte 46 habitants.